# Ормерод, Бретт
Бретт Ра́йан О́рмерод (англ. Brett Ryan Ormerod; 18 октября 1976, Блэкберн) — английский футболист.

## Карьера
Бретт начинал карьеру в «Аккрингтон Стэнли», забив 32 мяча за 54 матча. Позже Ормерод перешёл в «Блэкпул» за 50 000 ₤. Дебютировал на 82 минуте матча против «Честерфилда», а первый гол забил в октябре 1999 года в матче против «Карлайл Юнайтед».
В 2001 году Ормерод перешёл в «Саутгемптон».
В сезоне 2010/11, забив гол в ворота «Тоттенхэма», стал первым футболистом, забивавшим голы в каждом из четырёх высших футбольных лигах Англии.